# Натрон
Езерото Натрон (на английски и на суахили: Natron) е едно от групата африкански езера, разположени в силно сеизмичната депресия на източния клон от Източноафриканската рифтова долина и заема нейната най-ниска част. То е плитко, солено, алкално езеро сред сухи и пусти терени в Северна Танзания, достигащо до границата с Кения. Намира се между кратера Нгоронгоро и равнините на Серенгети на запад и Килиманджаро на изток. Езерото, заобиколено от вулканични хълмове и дълбоки кратери, е едно от най-алкалните в света. Водите му съдържат големи количества сол, калцинирана сода (натриев карбонат) и магнезитни депозити.
Езерото Натрон е влажна зона с международно значение, определена като такава на 4 юли 2001 съгласно Рамсарската конвенция. Самото то и околностите му нямат статут на защитени, но попадат в контролираните за лов на големи бозайници територии.
Езерото получава името си от английския геолог и изследовател на Източна Африка Джон Грегъри. Нарича го така заради богатото съдържание на калцинирана сода във водите му.

## География
Езерото Натрон е разположено на 600 m надморска височина в гореща, суха и прашна местност, далеч встрани от традиционните туристически пътища. Ориентирано е в посока север-юг, дължината му достига до 56 km, а ширината – до 24 km. Въпреки че неговата повърхност може да достигне до 850 km2 при проливен дъждовен сезон, максималната му дълбочина е само около 3 m. През сухия сезон изпарението на водата е много интензивно и площта му силно намалява, като бреговете му се покриват с отлагания от сол и калцинирана сода. Усреднено за двата сезона площта на езерото е приблизително 600 km2, дълбочината – около 2 m, а общият му обем – около 350 000 m3. Водосборният му басейн обхваща територии с обща площ от 932 km2.
В непосредствена близост на юг от езерото се издигат активният вулкан Ол Дойньо Ленгай и широко разлатият щитовиден угаснал Гелай. Местността е изпъстрена със сухи храсти и трънливи акациеви дървета. До езерото се стига най-лесно от туристическия център Аруша, разстоянието до който е 113 km.

### Води
Езерото се характеризира със значителни сезонни колебания на площта между средата на сухия сезон (ноември, декември) и края на дъждовния (април, май). Водата е силно алкална с концентрация на хлорни съединения, достигащи до 65 000 mg/ℓ и е неподходяща за пряка човешка консумация и водопой в животновъдството. Температурите в калта могат да достигнат до 50 °C и в зависимост от последните валежи, алкалността може да се повиши до рН = 9 – 10,5.
Езерото е много красиво, тъй като през сухия сезон цианобактериите оцветяват водите му в червено, оранжево и розово, а бреговете му побеляват от отложената при изпаренията сол.
Главният приток на езерото е река Евасо Нгиро (Ewaso Ngiro) с целогодишен воден режим. Извира от стръмните склонове на Мау в Кения и тече в южна посока по протежение на източния край на хълмовете Нгуруман. Сезонните притоци включват главно тези, извиращи от хълмовете Лойта, планините Лонгидо на северозапад и Гол на запад, високопланинските територии на Нгоронгоро на югозапад, както и многобройни потоци от вулкана Гелай на югоизток. Езерото се подхранва още и от горещи минерални извори, изливащи се по периферията му.

### Флора и фауна
В езерото е развита особена екосистема от организми, обитаващи силно алкалната му среда, враждебна за повечето традиционни водни обитатели. Тук се размножава огромно количество цианобактерии (синьозелени водорасли) – организми, осигуряващи си енергия чрез фотосинтеза. Най-характерният представител е от род Spirulina, който е и основната храна за огромната популация от малко фламинго (на латински: Phoenicopterus minor). Червеният пигмент, който тези цианобактерии произвеждат, понякога оцветява дълбоките води на езерото в червено, а по-плитките – в розово до оранжево. Цианобактериите увеличават броя си много бързо, заедно с повишаване на солеността на езерото.
Единствените риби, открити в изобилие в езерото са тилапиите от вида Oreochromis alcalicus, които са ендемични за солените езера в Източна Африка. Тази малка риба обитава водите около горещите извори, където температурата стига до 36°-40 °C.
Поради високата алкалност на езерото и невъзможността водите му да се използват за водопой, околните територии са населени с малко диви животни, а хищници липсват. По тази причина то е безопасно убежище за малкото фламинго, което може да живее тук необезпокоявано и представлява една от неговите най-важни разплодни територии в света. То е и единственият негов ареал в Източна Африка, където малкото фламинго достига до 2,5 милиона екземпляра. Птицата живее до около 40-годишна възраст, не се размножава всяка година, а 2/3 от популацията ѝ в световен мащаб гнезди в Източна Африка.
Езерото е дом и на около 100 000 водолюбиви птици, голяма част от които са мигриращи. За част от тях липсват точни данни, но се счита, че тук гнездят представители на розовото фламинго (на латински: Phoenicopterus roseus), малък брегобегач, блестящ ибис, блед дъждосвирец (на латински: Charadrius pallidus), жълта овесарка, пъстроопашатото шаварче на латински: Apalis rufifrons и други. Особено внимание заслужава абдимовият щъркел, който през 1995 г. е наброявал 148 000 екземпляра, а през 1998 г. – само 60 000. Голямото биоразнообразие дава възможност тук да се наблюдават още тъкачи, пчелояди, лешояди, орли, щъркели, чапли, дропли кори, врабчета, гълъби, ястреби, соколи и др.
Обикновено в околността се срещат антилопата на Кук, геренук (жирафова газела), газелите на Грант и Томсън, саблерогата антилопа орикс от вида Oryx beisa callotis, белобрадо гну.

### Население
Поради безводието местностите около езерото са рядко населени, заети изцяло от масайски племена, водещи полу-номадски начин на живот и занимаващи се главно с отглеждане на едър рогат добитък и кози.
На запад от езерото, в Peninj археолозите откриват т.нар. Натронска (Пенинджка) мандибула, изключително добре запазена долна челюст на хоминид, съдържаща пълен набор от зъби на възрастен екземпляр.

### Туризъм
Край езерото са изградени два основни къмпинга за отдих и за организиране на сафарита – Moivaro, в местност със сенчеста гора и Ngero Sero на открито и от по-селски тип. По крайбрежието са създадени и няколко по-малки палаткови лагери. В южната му част съществува малко селище, където работи малка фабрика за добив на калцинирана сода.
В близост до втория къмпинг се намират водопадите Engero Sero, до които се достига по криволичеща пътека през сенчест пролом между стръмни скали, пресичаща неколкократно реката. Под водопадите е образуван естествен басейн с ледена вода, заобиколен от стъпаловидни скални образувания и палмови дървета.
И от двата лагера се организира изкачване на Ол Дойньо Ленгай, което е тежко и рисково, тъй като вулканът е активен и доста висок.

### Екология
Териториите около Натрон са спокойно място за размножаване и зимуване на много птици. Но има планове на р. Еуасо Нгиро в Кения да се изгради ВЕЦ, комбиниран с язовир за напояване на блатистите местности на север от езерото. Това може да доведе до драматично нарастване на обема на прясна вода, достигаща до езерото, както и приток на води, съдържащи химически замърсители. Въпреки че плановете за развитие включват изграждането на дига в северния край на езерото, която да задържа прясната вода, заплахата от разреждане все още може да бъде сериозна. Ако солеността на езерото бъде променено, това ще доведе до унищожаване на цианобактериите в него и ще рефлектира върху изхранването на малкото фламинго.
През 2006 г. правителството на Танзания и индийската компания ТАТА представят предложение за изграждане на мащабен завод за извличане на калцинирана сода от водите на езерото чрез мрежа от тръби по повърхността му. Самият завод не застрашава живота в езерото и около него, но предвиденият тръбопровод до град Танга за транспортиране на продукцията би изисквал големи количества вода и би представлявал заплаха за популациите на малкото фламинго. През 2008 г. ТАТА се оттегля от проекта, но правителството на Танзания все още остава ангажирано с него.
Правителството на страната предлага да се изгради нов път от Националния парк Серенгети, който да преминава в близост до езерото Натрон. Съществува опасност магистралата да предизвика смущения сред колонията от малко фламинго и те да се откажат от своите гнезда. Освен това, поминъкът на местните общности също ще бъде застрашен.

### Видео
- Lake Natron
- Driving to Lake Natron with Safari Drive

| Портал | Портал „Африка“ съдържа още много статии, свързани с Африка. Можете да се включите към Уикипроект „Африка“. |